# Phyllotis
Phyllotis é um género de roedor da família Cricetidae.

## Espécies
- Phyllotis amicus Thomas, 1900
- Phyllotis andium Thomas, 1912
- Phyllotis anitae Jayat et al., 2007
- Phyllotis bonariensis Crespo, 1964
- Phyllotis caprinus Pearson, 1958
- Phyllotis darwini (Waterhouse, 1837)
- Phyllotis definitus Osgood, 1915
- Phyllotis haggardi Thomas, 1908
- Phyllotis limatus Thomas, 1912
- Phyllotis magister Thomas, 1912
- Phyllotis osgoodi Mann, 1945
- Phyllotis osilae J. A. Allen, 1901
- Phyllotis wolffsohni Thomas, 1902
- Phyllotis xanthopygus (Waterhouse, 1837)